# Valérie Nicolas
Valérie Nicolas (* 12. März 1975 in Lampaul-Guimiliau, Frankreich) ist eine ehemalige französische Handballspielerin. Sie ist 1,78 m groß.
Nicolas, die zuletzt für den französischen Club ASPTT Nice spielte und für die französische Frauen-Handballnationalmannschaft auflief, war Handballtorhüterin.
Valérie Nicolas begann mit zehn Jahren mit dem Handballspiel und spezialisierte sich ab ihrem 16. Lebensjahr auf die Torhüterposition. 1993 schloss sie sich dann dem Erstligisten USM Gagny an. Nach zwei Jahren wechselte sie zum Spitzenclub ES Besançon, wo sie 1998, 2001 und 2003 die französische Meisterschaft, 2001, 2002 und 2003 den französischen Pokal sowie 2003 den Europapokal der Pokalsieger gewann. 2003 nun wechselte sie nach Dänemark. Dort gewann sie 2004 und 2006 die dänische Meisterschaft sowie den dänischen Pokal, 2004 außerdem den EHF-Pokal und 2006 die EHF Champions League. 2007 wechselte sie zu Ikast-Bording Elite Håndbold, den sie ein Jahr später wieder verließ. Anschließend schloss sich Nicolas dem französischen Verein ASPTT Nice an, wo sie 2012 ihre Karriere beendete.
Valérie Nicolas bestritt 245 Länderspiele für die französische Frauen-Handballnationalmannschaft. 2003 wurde sie mit Frankreich Weltmeisterin und zur besten Spielerin des Turniers gewählt, 1999 holte sie WM-Silber, 2007 wurde sie erneut ins All-Star-Team gewählt. Bei den Europameisterschaften 2002 und 2006 gewann sie jeweils Bronze.
Valérie Nicolas trainierte zwischen 2016 und 2023 die französische Beachhandballnationalmannschaft.